# Pacific Central Station
Het Pacific Central Station is een spoorwegstation in Vancouver. Het is sinds 1979 het westelijke eindpunt van The Canadian, die vertrekt uit Toronto en van de Amtrak Cascades uit Seattle en Eugene.
VIA Rail verplaatste het eindstation in 1979 van het in het centrum gelegen station Waterfront Station, dat sindsdien in gebruik is als eindstation van de metro van Vancouver en de lokale West Coast Express, naar het oostelijker gelegen Pacific Central Station. Van 1990 tot 2005 was Pacific Central Station ook het eindstation van de Rocky Mountaineer, sindsdien wordt het Rocky Mountaineer Station gebruikt.